# Kenneth II.

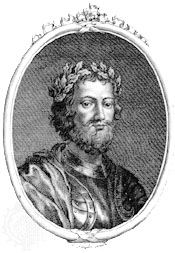
Gemälde König Kenneths II. aus dem 17. Jahrhundert – es gibt jedoch keinerlei Beweise für die Echtheit der Darstellung

Kenneth II. (Cináed mac Maíl Coluim; † 995 bei Fettercairn) war schottischer König von 971 bis zu seinem Tod. Er war der Sohn von Malcolm I., Cousin dritten Grades seines Vorgängers Culen und Onkel dritten Grades seines Nachfolgers Konstantin III.
Er konnte seine Herrschaft über ganz Schottland erst 977 festigen, nachdem er Culens Bruder Amlaib getötet hatte. Kenneth führte einen Plünderungsfeldzug im Norden Englands an, verlor aber einen großen Teil seiner Truppen am Fluss Cornag. Bald darauf griff er die Truppen von Eadulf an, dem Grafen der nördlichen Hälfte von Northumbria, und verwüstete dessen gesamtes Territorium. Er ließ die Furten am Forth befestigen, marschierte erneut in Northumbria ein und entführte den Sohn des Grafen. Die Stadt Brechin in Angus schenkte er der Kirche.
Im Norden kämpften die Truppen von Kenneths Vasallen gegen Sigurd den Norweger, den Grafen von Orkney, um die Herrschaft über Caithness im äußersten Norden Schottlands. Doch die Schotten konnten in diesem Konflikt keinen entscheidenden Erfolg verbuchen.
Zu einem bestimmten Zeitpunkt in seinem Leben heiratete Kenneth, doch sind die Details spärlich. Seine Ehefrau soll die Prinzessin von Leinster gewesen sein. Ihr Name, ihre Abstammung und ihr Schicksal sind unbekannt. Aus der Verbindung entstammte Malcolm II., der 1005 den Thron bestieg.
Kenneth starb 995 bei Fettercairn in Kincardineshire. Einigen Quellen zufolge wurde er von seinen eigenen Untergebenen ermordet, nachdem er das Opfer einer Intrige von Finella, der Tochter des Grafen Concur von Angus, geworden war. Kenneth wurde auf der Insel Iona beigesetzt.